# António Manuel
Antonio Manuel da Silva Oliveira (Avelãs de Caminho, 22 de outubro de 1947) é um escultor, pintor, gravador e desenhista português.
Desembarca no Brasil em 1953 e radica-se com a família no Rio de Janeiro. Em meados da década de 1960, estuda na Escolinha de Arte do Brasil (EAB), com Augusto Rodrigues (1913-1993), e frequenta o ateliê de Ivan Serpa (1923-1973). Na mesma época, é também aluno ouvinte da Escola Nacional de Belas Artes (Enba). No início, utiliza o jornal e sua matriz — o flan — como suporte para seus trabalhos. Realiza interferências e inventa notícias, nas quais aborda temas políticos e discussões estéticas. Em 1968, na exposição Apocalipopótese, organizada por Hélio Oiticica (1937-1980) e Rogério Duarte (1939), apresenta as Urnas Quentes — caixas de madeira lacradas que deveriam ser arrebentadas pelo público. Em 1970, Antonio Manuel propõe o próprio corpo como obra, no Salão de Arte Moderna, realizado no Museu de Arte Moderna do Rio de Janeiro (MAM-RJ). Posteriormente, produz vários filmes de curta-metragem, como Loucura & Cultura (1973) e Semi-Ótica (1975). A partir da década de 1980, realiza pinturas de caráter abstrato-geométrico, nas quais explora as ortogonais e a sugestão de labirinto.
Em 1994, apresenta a primeira versão da instalação Fantasma que, como outras obras do artista, solicita uma reflexão sobre o contexto social e político brasileiro. A instalação “Fantasma” é composta por dezenas de pedaços de carvão, suspensos por fios de nylon, que parecem flutuar no espaço. O público é convidado a percorrer a instalação, podendo ser tocado ou marcado pelas peças de carvão. No meio da instalação, há a fotografia de uma testemunha da chacina na favela de Vigário Geral (1993), encapuzada e cercada por microfones da imprensa. Lanternas iluminam a imagem. Apresentada inicialmente em 1994, na Galeria de Arte IBEU, no Rio de Janeiro, e depois mostrada na 24ª Bienal de São Paulo, no museu Jeu de Paume, em Paris, no Museu Serralves, em Portugal, e no museu Guggenheim, em Nova York, a obra foi adquirida pela MAM Rio em 2001, a partir do Programa Petrobras Artes Visuais.